# Hiraphora longiceps
Hiraphora longiceps är en insektsart som beskrevs av Matsumura 1940. Hiraphora longiceps ingår i släktet Hiraphora och familjen spottstritar. Inga underarter finns listade i Catalogue of Life.